# Ptochophyle madecassa
Ptochophyle madecassa là một loài bướm đêm trong họ Geometridae.